# Fred Lynn
Fredric Michael Lynn (Chicago, Illinois, 3 de febrero de 1952), más conocido como Fred Lynn, es un exjugador profesional estadounidense de béisbol que se desempeñó en la posición de jardinero central en las Grandes Ligas de Béisbol (MLB). Es poseedor de cuatro Guantes de Oro.

## Carrera
Lynn jugó como profesional siete temporadas en Boston Red Sox (1974-1980), después pasó a California Angels (1981-1984), luego a Baltimore Orioles (1985-1988), posteriormente a Detroit Tigers (1988-1989), y finalmente, a San Diego Padres, donde jugó una temporada (1990), y fue el equipo en el que se retiró.

## Premios
Fue galardonado con el Guante de Oro en cuatro oportunidades (1975, 1978, 1979 y 1980).